# Військові звання Люфтваффе (1935-45)

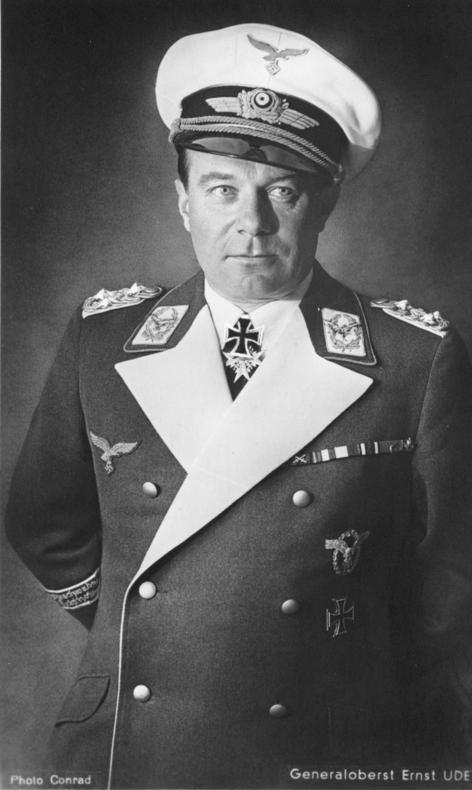
Генерал-полковник Ернст Удет

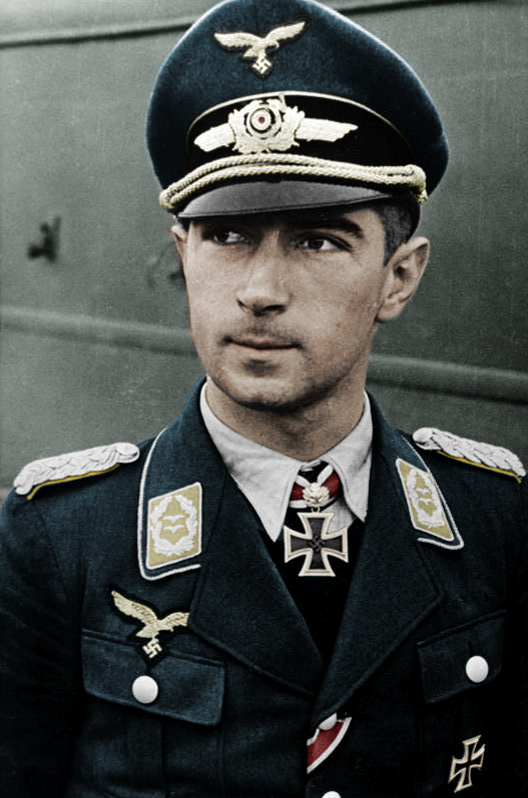
Перший кавалер Лицарського хреста Залізного хреста з Дубовим листям‎, мечами та діамантами оберст Вернер Мьольдерс у військовому однострої Люфтваффе. 1941

Військові звання Люфтваффе (1935-45) — система рангів, що утворювала військову ієрархію між різними складовими Люфтваффе, німецьких повітряних сил часів нацистської Німеччини. Військові звання були введені в 1935 році, відразу після оголошення про створення власним Повітряних сил. Ця ієрархія була схожа на системи військових звань у повітряних силах інших країн, проте деякі звання у Люфтваффе не мали аналогів у повітряних силах союзників.
| Звання ПС НАТО             | Знак розрізнення | Знак розрізнення | Знак розрізнення      | Звання | Приблизне порівняння зі званнями Збройних Сил України |
| Звання ПС НАТО             | Погон            | Петлиця          | Нашивка               | Звання | Приблизне порівняння зі званнями Збройних Сил України |
|                            |                  |                  |                       | |                                                       |
| Вищі офіцери (генералітет) |                  |                  |                       | |                                                       |
|                            |                  |                  |                       | Рейхсмаршал | немає                                                 |
| OF-10                      |                  |                  |                       | Генерал-фельдмаршал | Генерал                                               |
| OF-9                       |                  |                  |                       | Генерал-полковник | немає                                                 |
| OF-8                       |                  |                  |                       | Генерал роду військ - Генерал авіації - Генерал парашутних військ - Генерал військ зв'язку авіації - Генерал зенітних військ - Генерал Люфтваффе | Генерал-лейтенант                                     |
| OF-7                       |                  |                  |                       | генерал-лейтенант | Генерал-майор                                         |
| OF-6                       |                  |                  |                       | генерал-майор | Бригадний Генерал                                     |
|                            |                  |                  |                       | |                                                       |
| Офіцери                    |                  |                  |                       | |                                                       |
| OF-5                       |                  |                  |                       | Оберст | Полковник                                             |
| OF-4                       |                  |                  |                       | Оберстлейтенант | Підполковник                                          |
| OF-3                       |                  |                  |                       | Майор | Майор                                                 |
| OF-2                       |                  |                  |                       | Гауптман | Капітан                                               |
| OF-1                       |                  |                  |                       | Оберлейтенант | Старший лейтенант                                     |
| OF-1                       |                  |                  |                       | Лейтенант | Лейтенант                                             |
|                            |                  |                  |                       | |                                                       |
| Сержантський склад         |                  |                  |                       | |                                                       |
| OR-8                       |                  |                  |                       | Штабсфельдфебель (Фаненюнкер-штабсфельдфебель)                                                                                                   | Старшина                                              |
| OR-7                       |                  |                  |                       | Фаненюнкер-оберфельдфебель | немає                                                 |
| OR-7                       |                  | Оберфельдфебель  | Прапорщик             | |                                                       |
| OR-6                       |                  |                  |                       | Фельдфебель (Фаненюнкер-фельдфебель) | Старший сержант                                       |
| OR-5a                      |                  |                  |                       | Фаненюнкер-унтерфельдфебель | немає                                                 |
| OR-5a                      |                  | Унтерфельдфебель | Сержант               | |                                                       |
| OR-5b                      |                  |                  |                       | Фаненюнкер-Унтерофицер | немає                                                 |
| OR-5b                      |                  | Унтерофіцер      | Молодший сержант      | |                                                       |
|                            |                  |                  |                       | |                                                       |
| Рядовий склад              |                  |                  |                       | |                                                       |
| OR-4                       |                  |                  |                       | Штабсєфрейтор з 1944 | немає                                                 |
| OR-3                       |                  |                  | Гауптєфрейтор до 1944 | немає |                                                       |
| OR-3                       |                  |                  | Оберєфрейтор          | немає |                                                       |
| OR-2                       |                  |                  | Єфрейтор              | Старший солдат |                                                       |
| OR-1                       |                  |                  | Флігер                | Рядовий |                                                       |
|                            |                  |                  |                       | |                                                       |